# Delphine de Cool
Marie Delphine Marcelle Fortin dite Delphine de Cool, de Cool-Fortin et parfois de Cool-Arnould, est une artiste peintre, enseignante et spécialiste française de l'émail et de la peinture sur porcelaine, née le 25 décembre 1830 à Limoges et morte le 16 janvier 1921 à Paris 7e.

## Biographie

### Origines et famille
Delphine Fortin nait à Limoges en 1830 de Paul Marie Fortin (1809-1862), peintre sur porcelaine, qui jouissait d'une certaine réputation sur la région, et d'Ursule Bruage, fille d'un lieutenant-colonel de l'Empire.
Son père la forme très jeune à l'art de l'émail et de la peinture sur porcelaine où elle se montre très douée. Elle est recrutée comme fournisseur en modèles et copie des grands maîtres par la Manufacture de Sèvres entre 1860 et 1876.
En 1850, elle épouse à Limoges Alexandre de Cool (1826-1878, alors soldat en Algérie, homme de lettres) et signe dès lors ses œuvres « Delphine de Cool ». Vers 1855, la famille quitte Limoges pour Paris. Ils ont trois enfants, dont Gabriel de Cool (1854-1936), qui devient peintre, et Alexandre, médecin de colonisation, qui décède en 1919 à Alger. Son mari parti au Brésil en 1874 pour tenter, sans succès, de faire fortune, rentre en France et se serait suicidé, à Avignon, en 1878.

### Peintre en porcelaine et alchimiste des couleurs
Sa maîtrise des couleurs lui permet de produire des aquarelles aux éclats comparables à ceux d'une huile, technique qu'elle transmettra en particulier à son élève Blanche Odin. Elle travaille avec talent des supports très variés, y transposant ses couleurs, courant les risques de la critique : « Delphine de Cool s'est affranchie des couleurs crues qu'elle transportait de ses porcelaines à ses toiles », lit-on ainsi en 1878, mais complimentée par Guillaume Apollinaire en 1912 : « Il y a dans les portraits d'homme de Mme Delphine Arnould de Cool des morbidesses de tons qui font parfois songer à Aman-Jean ».
Familière avec tous les genres artistiques, elle expose porcelaines, émaux, statues, toiles et aquarelles aux salons de 1859 à 1921, et son œuvre est abondamment relayé dans la presse par la critique :
- au salon des Beaux-Arts de Lyon en 1860 (porcelaines) ; Rouen en 1864 (médaille de vermeil[7]), 1882 (Chez la sorcière et Fleurs) et 1888 ; Vincennes en 1900 (émaux) ; Sens en 1908 (pastels) ;
- au Salon des artistes français en 1861 (mention honorable[8]), 1863 (La Pelotonneuse de Greuze, Portrait d'homme de Rembrandt et La charité d'Andrea del Sarto), 1867 (Le Ravissement de sainte Madeleine d'après Antolinez), 1868 (peinture sur porcelaine), 1869, 1872 (La naissance de Vénus d'après Cabanel, porcelaine), 1873 (La Nymphe Echo, statue en plâtre), 1874 (émaux), 1876 (La Justice et la Vengeance divines poursuivant le crime, de Proudhon, et Portrait de Mme S..., porcelaine)[9], 1877 (Portrait du Dr L...), 1878 (Toréador, toile)[4], 1882 (A moi le reste ! et Chez la sorcière, toiles ; Coquelicots), 1883 (émaux, aquarelles dont La lanterne), 1887 (Invocation, et La neige, aquarelles), 1888 (toile), 1901 (émaux)[10], 1905 (La femme au rouet, intérieur breton ; La cigale et la nuit, figurine), 1907 (portraits), 1908 (Portrait du Commandant Courmes)[11], 1910 (Portrait de Monsieur Thoumy[12]), 1911 (Portrait de Monsieur Revillout), 1921 (Une plumeuse d'oie, peinture)[13] ;
- aux Expositions universelles de Paris de 1867[14], 1878 et 1889, où elle est médaillée d'argent et d'or[6] ;
- au musée des Arts décoratifs en 1882 (Chrysanthèmes, aquarelles) ;
- au salon de l'Union des femmes peintres et sculpteurs en 1882 (Vieux couple jouant aux cartes, peinture), 1883 (Vengensa, tableau), 1884 (émaux : Espagnols jouant au cartes, toiles et aquarelles), 1886 (panneau décoratif et aquarelles), 1888, 1895 (La plumeuse d'oie, tableau), 1898 (La neige), 1907 (émaux), 1908 (portraits), 1910 (portraits), 1912 (portraits), 1913, 1914 (Portrait du baron de Meck) ;
- au salon de l'aquarelle en 1883 (Œillets) ;
- elle est membre de la délégation de femmes françaises artistes présentées à l'Exposition universelle de 1893 à Chicago, regroupées dans le Woman's Building[15] ; elle y expose peintures et créations sur porcelaine. Son essai figure dans la Woman's Library montée à cette occasion, et son mari y produit un essai sur son art.

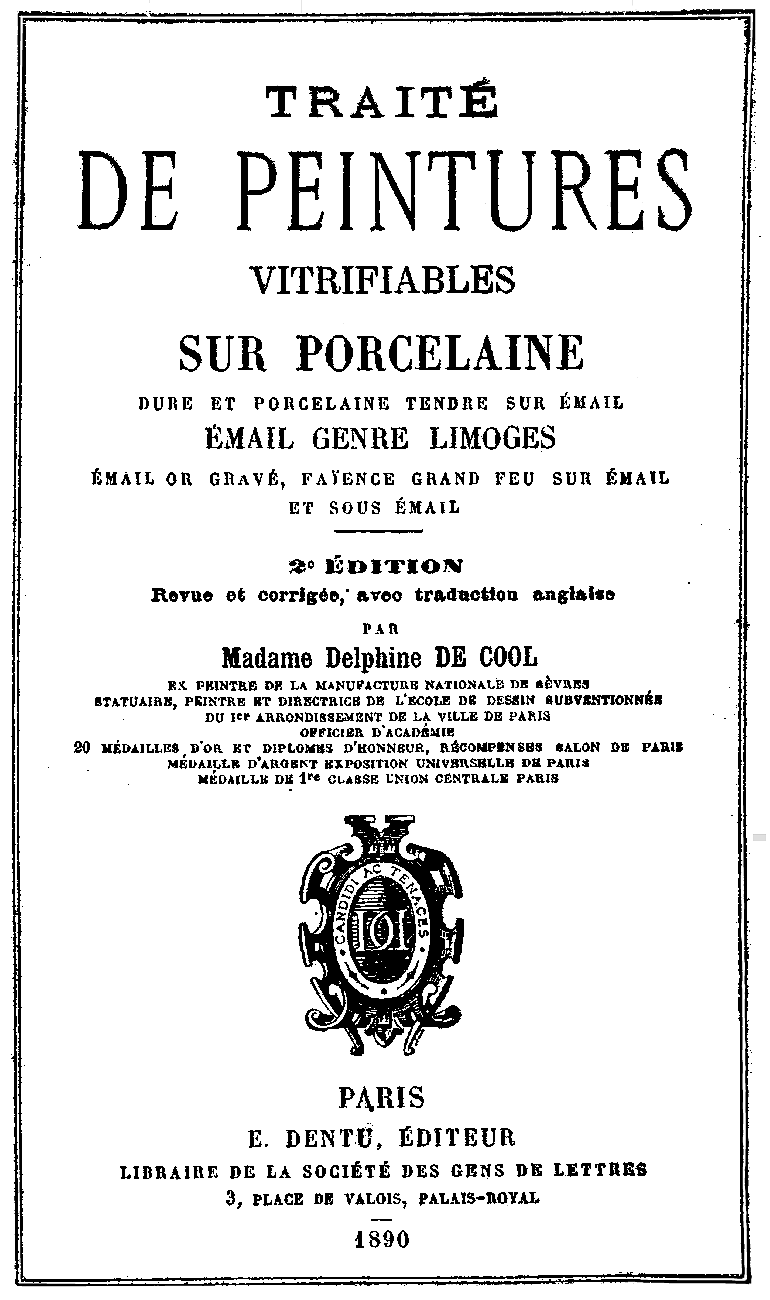
Traité de peintures vitrifiables sur porcelaine dure et porcelaine tendre sur émail ; 2e édition revue et corrigée, avec traduction anglaise par Madame Delphine De Cool, Paris, E. Dentu éditeur, 1890.

### Enseignante et auteure d'ouvrages techniques
Elle forme de nombreuses élèves en émaux dans son atelier, plus de trente d'entre elles seront admises au Salon de 1874 ; à celui de 1876 la critique relève que « presque toutes les bonnes miniatures sur porcelaine proviennent d'élèves de Mme Delphine de Cool »,. Elle est également pendant près de trente ans (de 1869 au moins à 1890) enseignante et directrice dans l'école de dessin subventionnée de la ville de Paris du 20e arrondissement, et à son ouverture en 1872 directrice de l'école des jeunes filles de l'Arbre-Sec du 1er Arrondissement (institution fondée par Élisa Lemonnier), où elle forme de nombreuses jeunes filles à l'art de l'émail sur cuivre.
En 1883, elle fait une vente à Drouot de ses émaux (reproductions de Rubens, Cabanel, etc.).
En 1890, elle épouse en secondes noces Arthur Arnould (pseudonyme A. Matthey), écrivain et journaliste engagé. Son traité de peinture sur porcelaine réédité la même année connaît un certain succès en Angleterre. Elle rejoint la Société des gens de lettres. Elle est nommée Officier de l'Instruction publique, comme professeur de dessin en 1891. En 1893, elle transfère son atelier de peinture pour dames de la rue de Rennes au 35 rue des Martyrs. En 1895, son second mari décède à 62 ans, après avoir vécu plusieurs années retiré dans leur villa d'Aulnay-les-Bondy, se consacrant à la théosophie. La même année, elle cède à Rodin la villa "Les Brillants" qu'elle avait fait construire à Meudon, et où le sculpteur s'était installé fin 1893.
Elle est domiciliée 59 rue de Vaugirard en 1900. Elle tient avec son fils Gabriel des exposition en leur atelier, au 50 avenue Duquesne de 1904 à 1913 au moins,. Son fils y poursuivra ces expositions communes après le décès de sa mère.
Elle meurt le 16 janvier 1921 à son domicile du 52 avenue Duquesne à Paris 7e, et ses obsèques ont lieu à Argenteuil.
Marguerite Durand, directrice de La Fronde, organise fin 1922 une exposition Les femmes célèbres du XIXe siècle où elle figure. Mais malgré son importante production et la renommée de sa technique tout au long de sa longue carrière, l'œuvre de Delphine de Cool, qui a conservé un style académique, sombre dans l'oubli après son décès.

## Publications[28]
- 1866 : Traité de peinture sur porcelaine dure et tendre, émail, faïence cuite et crue et sur lave, éd. V. de St-Martin et frères, Paris.
- 1883 : Catalogue d'émaux de Limoges, porcelaines, aquarelles (réédité chez Hachette en 2020).
- 1890 : Traité de peintures vitrifiables sur porcelaine dure et porcelaine tendre sur émail, éd. Édouard Dentu, Paris (2e édition revue et corrigée, avec traduction anglaise).
- 1892 : L'Aquarelle, Gouache, Miniature[29](Préface par A. Matthey), éd. Édouard Dentu, Paris.
- 1892 : La céramique et les émaux, éd. L. Allison et Cie, Paris.

## Œuvres dans les musées
- Musée national de la porcelaine Adrien-Dubouché de Limoges : peintures sur porcelaine, copies de maîtres réalisées pour la Manufacture de Sèvres (L'Amour et psyché, d'après François Gérard, 1861 ; portrait d'homme d'après Rembrandt, 1862 ; La Fortune et l'enfant, 1870) et buire de style Renaissance, émail peint sur cuivre, 45,5 × 20,9 cm, ca 1893.
- Musée d'art et d'industrie de Roubaix : Les Trois Grâces, peinture triptyque sur porcelaine, ca 1867, d'après Rubens.
- Musée des Beaux-Arts de Limoges : Psyché[30] ; Tournesols, aquarelle en trois parties, ca 1893 ; Phlox, aquarelle, 168 × 78 cm, ca 1893.

## Galerie

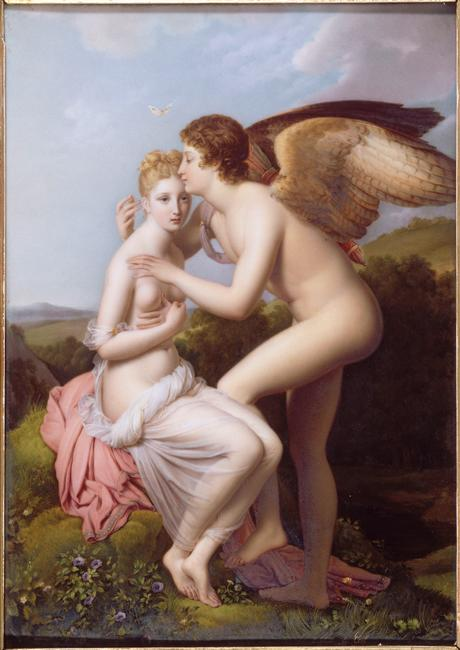
L'Amour et psyché, peinture sur porcelaine d'après François Gérard, 1861, Limoges, Musée national Adrien-Dubouché (photo. RMN).
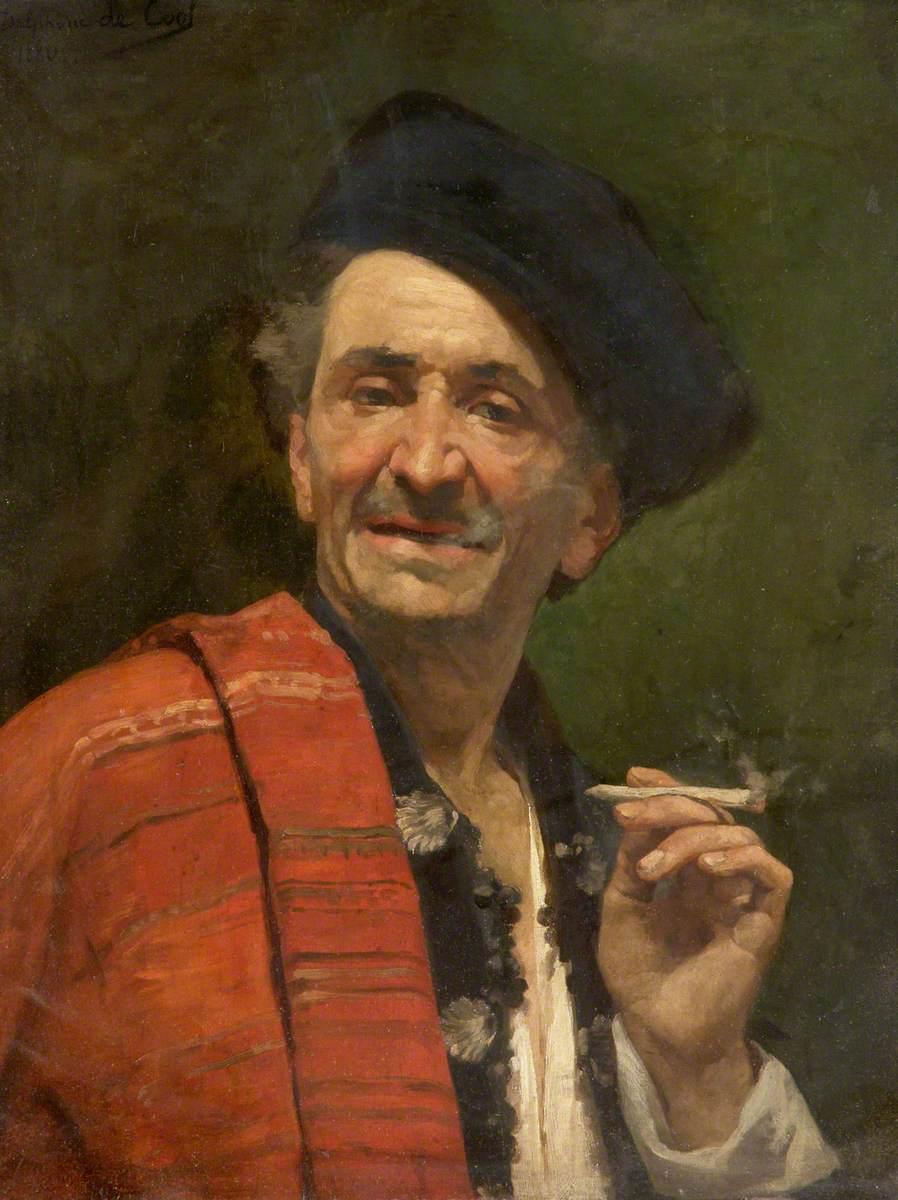
Homme fumant une cigarette, huile sur toile, 1880, Warrington, Warrington Museum & Art Gallery (en).
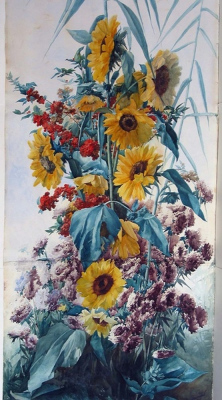
Tournesols, aquarelle, 168 × 78 cm, ca 1893, CNAP.